# Mario d’Angelo

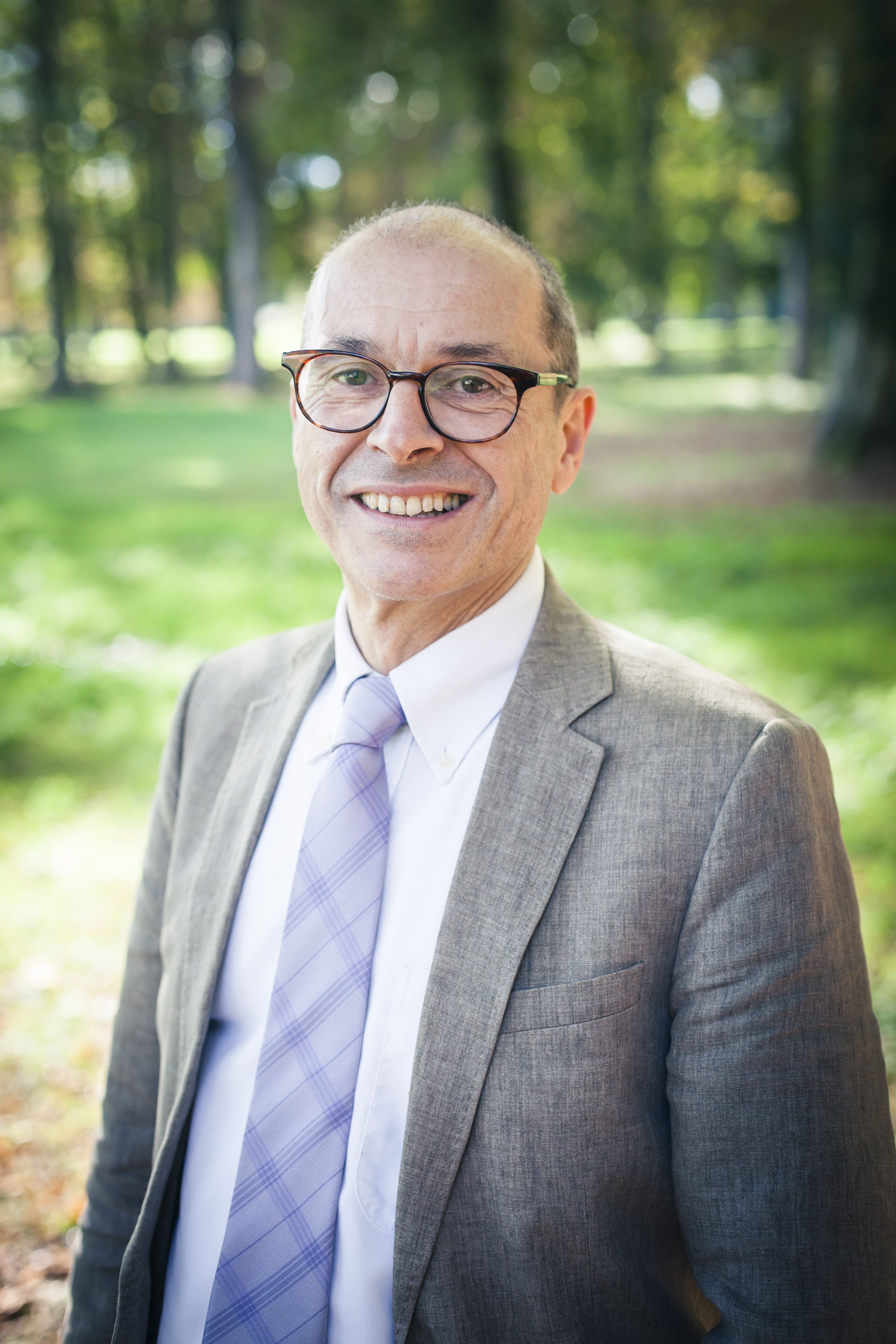
Mario d’Angelo (2014)

Mario d’Angelo (* 16. September 1954 in Hombourg-Haut) ist ein französischer Hochschullehrer und Berater in der Kulturpolitik.

## Werke (Auswahl)
- Cultural Policies in Europe (mehrbändige Reihe). Council of Europe Publishing, Strasbourg.
  - (mit Paul Vesperini) A comparative approach, ISBN 978-92-871-3391-5.
  - (mit Paul Vesperini) Method and practice of evaluation, ISBN 978-92-871-3759-3.
  - (mit Paul Vesperini) Regions and decentralisation, ISBN 978-92-871-4229-0.
  - Local issues, 2001, ISBN 978-92-871-4326-6.
- (mit Djamchid Assadi) Regards croisés sur l'Occident, Eurorient no 31, 2011, L’Harmattan, ISBN 978-2-296-54307-2.
- La Musique à la Belle Époque. Éditions Le Manuscrit, Paris 2013, ISBN 978-2-304-04152-1 (Google Buch).
- Acteurs culturels. Positions et stratégies dans le champ de la culture et des industries créatives. Une étude dans vingt pays d'Europe. Paris, Éditions Idée Europe (coll. Innovations & Développement), 2018, ISBN 2-909941-13-2 (Digitalisat Inhaltsverzeichnis).